# Dicranomyia punctulatina
Dicranomyia punctulatina là một loài ruồi trong họ Limoniidae. Chúng phân bố ở miền Australasia.